# Koh-Lanta: Isla de los héroes
Koh-Lanta: Isla de los héroes fue un programa de telerrealidad francés, esta es la 6.ª temporada especial del reality show francés Koh-Lanta, transmitido por TF1 y producido por Adventure Line Productions. Fue conducido por Denis Brogniart y se estrenó el 21 de febrero de 2020 Esta temporada fue grabado en Fiyi. La ganadora de esta temporada fue Naoil y obtuvo como premio 100.000 €.

## Equipo del programa
- Presentadores: Denis Brogniart lidera las competencias por equipos y los consejos de eliminación.

## Participantes
| Participante                                             | Edad | Tribu Original | Tribu (episodio 2)  | Tribu Mezclada              | Tribu (episodio 4)          | Tribu Definitiva            | Resultado Final              |
| -------------------------------------------------------- | ---- | -------------- | ------------------- | --------------------------- | --------------------------- | --------------------------- | ---------------------------- |
| Naoil Tita Boxeador profesional.                         | 37   | Lawaki         | Lawaki              | Lawaki                      | Lawaki                      | Unificada                   | Ganadora de Koh-Lanta        |
| Inès Loucif enfermera.                                   | 25   | Lawaki         | Lawaki              | Lawaki                      | Lawaki                      | Unificada                   | 2.° lugar de Koh-Lanta       |
| Alexandra Leveau Entrenadora deportiva.                  | 46   | Lawaki         | Lawaki              | Lawaki                      | Lawaki                      | Unificada                   | 13.ta Eliminada de Koh-Lanta |
| Régis Rappailles Gerente de la tienda.                   | 20   | Lawaki         | Lawaki              | Lawaki                      | Lawaki                      | Unificada                   | 12.to Eliminado de Koh-Lanta |
| Jessica Potel Técnico de apnea del sueño.                | 35   | Héros          | Héros               | Nacomo                      | Nacomo                      | Unificada                   | 11.ra Eliminada de Koh-Lanta |
| Charlotte Caron Agente inmobiliario.                     | 27   | Nacomo         | Nacomo              | Nacomo                      | Nacomo                      | Unificada                   | 10.da Eliminada de Koh-Lanta |
| Sam Haliti Ebanista.                                     | 20   | Lawaki         | Lawaki              | Lawaki                      | Lawaki                      | Unificada                   | 9.er Eliminado de Koh-Lanta  |
| Ahmad Abadie Empresario.                                 | 30   | Nacomo         | Nacomo              | Nacomo                      | Nacomo                      | Unificada                   | 8.mo Eliminado de Koh-Lanta  |
| Pholien Systermans Fisioterapeuta y osteópata.           | 30   | Nacomo         | Nacomo              | Nacomo                      | Nacomo                      | Unificada                   | 7.no Eliminado de Koh-Lanta  |
| Delphine Hergault Responsable de Comunicación.           | 36   | Nacomo         | Nacomo              | Nacomo                      | Nacomo                      |                             | 6.mo Eliminada de Koh-Lanta  |
| Benoît Fourmont Emprendedor.                             | 43   | Lawaki         | Lawaki              | Lawaki                      | Lawaki                      | 5.mo Eliminado de Koh-Lanta |                              |
| Sara Tallon Entrenadora deportiva.                       | 50   | Lawaki         | Héros               | Héros                       |                             | Abandona Por lesión         |                              |
| Teheiura Teahui Contratista de catering.                 | 41   | Héros          | Nacomo              | Nacomo                      | 4.mo Eliminado de Koh-Lanta |                             |                              |
| Marie Ovaere Entrenadora deportiva.                      | 37   |                | Nacomo              | Nacomo                      | Nacomo                      | Abandona Por lesión         |                              |
| Jessica Potel Técnico de apnea del sueño.                | 35   | Héros          | Héros               |                             |                             |                             | 3.ra Eliminada de Koh-Lanta  |
| Valérie Gernigon Presidente de una asociación deportiva. | 58   | Lawaki         | Lawaki              | 2.ra Eliminada de Koh-Lanta |                             |                             |                              |
| Joseph Farret Vendedor de muebles.                       | 27   | Nacomo         |                     |                             |                             |                             | 1.do Eliminado de Koh-Lanta  |
| Claudia Chatel Estudiante de comunicación.               | 21   | Nacomo         | Abandona Por lesión |                             |                             |                             |                              |

## Participantes en temporadas anteriores
| Participante       | Año  | Temporada                        | Resultado           |
| ------------------ | ---- | -------------------------------- | ------------------- |
| Claude             | 2010 | Koh-Lanta: Vietnam               | 2.do Eliminado      |
| Teheiura Teahui    | 2011 | Koh-Lanta: Raja Ampat            | 2.do lugar          |
| Teheiura Teahui    | 2012 | Koh-Lanta: La venganza del héroe | 9.no Eliminado      |
| Teheiura Teahui    | 2014 | Koh-Lanta: La nueva edición      | 8.vo Eliminado      |
| Pholien Systermans | 2018 | Koh-Lanta: Fiyi                  | Temporada cancelado |
| Sara Tallon        | 2012 | Koh-Lanta: Malasia               | Abandona            |
| Sara Tallon        | 2014 | Koh-Lanta: La nueva edición      | 4.ta Eliminada      |
| Sam                | 2018 | Koh-Lanta: Fiyi                  | Temporada cancelado |
| Jessica Potel      | 2012 | Koh-Lanta: Johor                 | 15.ta Eliminada     |

## Tabla Eliminatoria
| Participante | Gala 1 | Gala 2 | Gala 3 | Gala 4 | Gala 5 | Gala 6 | Gala 7 | Gala 8 | Gala 9 | Gala 10 | Gala 11 | Gala 12 | Gala 13 | Final |
| Naoil        |        |        |        |        |        |        |        |        |        |         |         |         |         |       |
| Inès         |        |        |        |        |        |        |        |        |        |         |         |         |         |       |
| Alexandra    |        |        |        |        |        |        |        |        |        |         |         |         |         |       |
| Régis        |        |        |        |        |        |        |        |        |        |         |         |         |         |       |
| Jessica      |        |        |        |        |        |        |        |        |        |         |         |         |         |       |
| Charlotte    |        |        |        |        |        |        |        |        |        |         |         |         |         |       |
| Sam          |        |        |        |        |        |        |        |        |        |         |         |         |         |       |
| Ahmad        |        |        |        |        |        |        |        |        |        |         |         |         |         |       |
| Pholien      |        |        |        |        |        |        |        |        |        |         |         |         |         |       |
| Delphine     |        |        |        |        |        |        |        |        |        |         |         |         |         |       |
| Benoît       |        |        |        |        |        |        |        |        |        |         |         |         |         |       |
| Sara         |        |        |        |        |        |        |        |        |        |         |         |         |         |       |
| Teheiura     |        |        |        |        |        |        |        |        |        |         |         |         |         |       |
| Marie        |        |        |        |        |        |        |        |        |        |         |         |         |         |       |
| Valèrie      |        |        |        |        |        |        |        |        |        |         |         |         |         |       |
| Joseph       |        |        |        |        |        |        |        |        |        |         |         |         |         |       |
| Claudia      |        |        |        |        |        |        |        |        |        |         |         |         |         |       |
| ------------ | ------ | ------ | ------ | ------ | ------ | ------ | ------ | ------ | ------ | ------- | ------- | ------- | ------- | ----- |

## Desarrollo

### Competencias
| Episodio | Emisión               | Bienestar            | Inmunidad      | Eliminado            | Salida |
| -------- | --------------------- | -------------------- | -------------- | -------------------- | ------ |
| 1        | 21 de febrero de 2020 | Nacomo               | Lawaki         | Joseph               | Día 3  |
| 2        | 28 de febrero de 2020 | Nacomo               | Nacomo         | Valérie              | Día 7  |
| 3        | 13 de marzo de 2020   | Nacomo               | Lawaki         | Teheiura             | Día 10 |
| 4        | 20 de marzo de 2020   | Lawaki               | Nacomo         | Benoît               | Día 13 |
| 5        | 3 de abril de 2020    | Nacomo               | Sam            | Phoelien             | Día 16 |
| 6        | 10 de abril de 2020   | Teheiura             | Claude         | Ahmad                | Día 18 |
| 7        | 24 de abril de 2020   | Teheiura             | Naoil          | Sam                  | Día 21 |
| 8        | 1 de mayo de 2020     | Teheiura & Charlotte | Claude & Naoil | Teheiura & Charlotte | Día 24 |
| 9        | 8 de mayo de 2020     | Equipo de Naoil      | Claude         | Jessica              | Día 27 |
| 10       | 22 de mayo de 2020    | Naoil                | Claude         | Régis                | Día 30 |
| Episodio | Emisión               | Mensajes de prueba   | Consejo final  | Ganador              | Salida |
| 11       | 30 de mayo de 2020    | Claude, Inès & Naoil | Claude         | Naoil                | Día 32 |

### Jurado Final
| Participante | Puesto     | Vota por |
| ------------ | ---------- | -------- |
| Pholien      | 1° Miembro | Naoil    |
| Ahmad        | 2° Miembro | Naoil    |
| Sam          | 3° Miembro | Naoil    |
| Teheuira     | 4° Miembro | Naoil    |
| Jessica      | 5° Miembro | Naoil    |
| Éric         | 6° Miembro | Naoil    |
| Régis        | 7° Miembro | Inès     |
| Moussa       | 8° Miembro | Inès     |
| Claude       | 9° Miembro | Naoil    |